# Wyłczowci do Majsko
Wyłczowci do Majsko (bułg. Вълчовци до Майско) – wieś w Bułgarii, w obwodzie Wielkie Tyrnowo, w gminie Elena. W 2024 roku liczyła 13 mieszkańców.